# アジア太平洋地域スカウトジャンボリー
アジア太平洋地域スカウトジャンボリー（アジアたいへいようちいきスカウトジャンボリー、英: Asia-Pacific Scout Jamboree）は、世界スカウト機構アジア太平洋地域における国際ジャンボリーである。以前の名称はパン・パシフィック・ジャンボリー（汎太平洋ジャンボリー）であった。

## 各回の一覧
| 回数 | 開催国           | 開催地                                           | 日付                            | その他のイベント                                               | 出典                       |
| ---- | ---------------- | ------------------------------------------------ | ------------------------------- | -------------------------------------------------------------- | -------------------------- |
| 1    | フィリピン       | フィリピン、ラグナ州、ロスバニョス、マキリング山 | 1973年12月28日 – 1974年1月4日   | フィリピン・ゴールデン・ジュビリー・ジャンボリー               | [ 2 ] [ 3 ]                |
| 2    | イラン           | ニーシャープール                                 | 1977年                          |                                                                | [ 4 ]                      |
| 3    | ニュージーランド | オマルー                                         | 1978年1月4日 – 1978年1月11日    | 第8回ニュージーランドジャンボリー / テーマ：ニューホライズンズ | [ 5 ] [ 6 ]                |
| 4    | オーストラリア   | 西オーストラリア州パース、ペリー・レイクス保護区 | 1979年12月29日 – 1980年1月7日   | 第12回オーストラリアジャンボリー                               | [ 7 ] [ 8 ]                |
| 5    | バングラデシュ   | ダッカ管区ガジプル、ムーチャク                   | 1980年12月30日 – 1981年1月6日   | 第2回バングラデシュスカウトジャンボリー                        | [ 9 ] [ 10 ]               |
| 6    | インドネシア     | ジャカルタ、チブブール                           | 1981年6月18日 – 1981年6月25日   | 第6回ゲラカン・プラムカスカウトジャンボリー                    | [ 11 ] [ 12 ]              |
| 7    | マレーシア       | クランタン州、コタバル                           | 1982年                          | 第5回マレーシアスカウトジャンボリー                            | [ 13 ] [ 14 ] [ 15 ]       |
| 8    | 韓国             | 全羅北道、茂朱郡                                 | 1982年                          | 第6回韓国全国ジャンボリー                                      | [ 16 ]                     |
| 9    | タイ             | ワジラヴド国立スカウトキャンプ、チョンブリー     | 1985年11月                      | 第11回タイジャンボリー                                         | [ 17 ]                     |
| 10   | インド           | ハイデラバード                                   | 1987年                          | 第11回インド全国ジャンボリー                                   | [ 18 ]                     |
| 11   | ニュージーランド | ハミルトン、ミステリークリーク                   | 1990年1月3日 – 1990年1月11日    | 第12回ニュージーランドジャンボリー                             | [ 5 ] [ 19 ]               |
| 12   | フィリピン       | フィリピン、ラグナ州、ロスバニョス、マキリング山 | 1991年                          | 第9回フィリピン全国ジャンボリー                                | [ 2 ] [ 20 ]               |
| 13   | オーストラリア   | ビクトリア州、バララット                         | 1992年                          | 第16回オーストラリアジャンボリー                               | [ 21 ]                     |
| 14   | バングラデシュ   | ダッカ管区ガジプル、ムーチャク                   | 1994年1月5日 – 1994年1月12日    | 第5回バングラデシュ全国スカウトジャンボリー                    | [ 10 ] [ 22 ]              |
| 15   | オーストラリア   | 西オーストラリア州パース                         | 1994年12月30日 – 1995年1月8日   | 第17回オーストラリアジャンボリー                               | [ 13 ] [ 21 ]              |
| 16   | ニュージーランド | フィヨルドランド、ケプラー農場                   | 1995年12月 – 1996年1月          | 第14回ニュージーランドジャンボリー                             | [ 5 ]                      |
| 17   | 韓国             | 江原道、雪岳山                                   | 1996年8月7日 – 1996年8月13日    |                                                                | [ 23 ] [ 24 ] [ 25 ]       |
| 18   | マレーシア       | トレンガヌ州ベスット、ケム・セリ・ケルアン       | 1997年8月1日 – 1997年8月8日     | 第9回マレーシアジャンボリー                                    | [ 5 ] [ 13 ]               |
| 19   | オーストラリア   | クイーンズランド州、イプスウィッチ               | 1998年1月2日 – 1998年1月11日    | 第18回オーストラリアジャンボリー                               | [ 13 ] [ 26 ] [ 27 ]       |
| 20   | 中華民国         | 屏東県、内埔郷                                   | 1998年                          | 第8回全国ジャンボリー（中国ボーイスカウト（台湾））            | [ 13 ] [ 28 ]              |
| 21   | 韓国             | 江原道、高城郡                                   | 2000年8月7日 – 2000年8月14日    | 第10回韓国全国ジャンボリー                                     | [ 29 ] [ 30 ] [ 31 ]       |
| 22   | オーストラリア   | シドニー、カタラクトスカウトパーク               | 2001年1月3日 – 2001年1月12日    | 第19回オーストラリアジャンボリー                               | [ 5 ] [ 13 ] [ 32 ] [ 33 ] |
| 23   | 日本             | 大阪府大阪市、舞洲スポーツアイランド             | 2002年8月3日 – 2002年8月7日     | 第13回日本ジャンボリー                                         | [ 34 ] [ 35 ]              |
| 24   | 韓国             | 江原道、雪岳山                                   | 2004年8月5日 – 2004年8月11日    | 第11回韓国全国ジャンボリー                                     | [ 36 ] [ 37 ]              |
| 25   | タイ             | タイ、サッタヒープ                               | 2005年12月28日 – 2006年1月3日   | その他のイベントはなし、 アジア太平洋地域50周年                | [ 5 ] [ 17 ] [ 38 ]        |
| 26   | フィリピン       | フィリピン、ラグナ州、ロスバニョス、マキリング山 | 2009年12月28日 – 2010年1月3日   |                                                                | [ 2 ]                      |
| 27   | 韓国             | 全羅南道、順天市                                 | 2010年8月4日 – 2010年8月9日     | 第3回国際パトロール                                            | [ 39 ] [ 40 ] [ 41 ]       |
| 28   | 中華民国         | 高雄市、澄清湖                                   | 2011年7月11日 – 2011年7月17日   | 中国スカウト100周年 第10回全国ジャンボリー                     | [ 42 ]                     |
| 29   | スリランカ       | マータレー県                                     | 2012年4月1日 – 2012年4月6日     | スリランカのスカウト運動100周年                                | [ 43 ]                     |
| 30   | 日本             | 山口県山口市                                     | 2013年7月28日 – 2013年8月7日    | 第16回日本ジャンボリー                                         | [ 44 ]                     |
| 31   | モンゴル         | ナイラムダル山                                   | 2017年7月27日 – 2017年8月2日    |                                                                |                            |
| 32   | バングラデシュ   | ダッカ管区ガジプル、ムーチャク、NSTC             | 2023年1月19日 – 2023年1月27日   | 第11回全国スカウトジャンボリー                                 | [ 45 ]                     |
| 33   | フィリピン       | サンバレス州ボトラン                             | 2025年12月14日 – 2025年12月21日 |                                                                | [ 46 ]                     |